# Tino Sorge
Tino Sorge (ur. 4 marca 1975 w Ilmenau) – niemiecki polityk, działacz Unii Chrześcijańsko-Demokratycznej (CDU), deputowany do Bundestagu, od 2025 parlamentarny sekretarz stanu w Federalnym Ministerstwie Zdrowia.

## Życiorys
W 1993 roku zdał egzamin maturalny, po czym odbył służbę wojskową. Następnie studiował prawo na uniwersytetach w Jenie, Halle i Lyonie, uzyskując kwalifikacje po zdaniu pierwszego i drugiego państwowego egzaminu prawniczego. Był stypendystą Fundacji Konrada Adenauera. Po studiach pracował jako prawnik gospodarczy i radca prawny, a także zajmował kierownicze stanowiska w administracji legislacyjnej i wykonawczej, m.in. w Ministerstwie Gospodarki oraz Ministerstwie Nauki Saksonii-Anhalt.
W latach 1993–2012 był aktywny w Junge Union. Do CDU wstąpił w 1995 roku. W latach 2001–2003 pełnił funkcję przewodniczącego RCDS w Saksonii-Anhalt, a w latach 2008–2012 kierował ogólnokrajowym sądem koleżeńskim Junge Union. W latach 2012–2015 był przewodniczącym landowego zespołu Chrześcijańsko-Demokratycznych Prawników (LACDJ) w Saksonii-Anhalt. Od 2004 roku zasiada we władzach powiatowych CDU w Magdeburgu, a od 2010 roku pełni funkcję ich wiceprzewodniczącego. Jest także członkiem Związku Gospodarki i Przemysłu CDU (MIT) oraz parlamentarnego zespołu ds. małych i średnich przedsiębiorstw.
W 2013 roku został po raz pierwszy wybrany do Bundestagu. Z powodzeniem uzyskiwał reelekcję w kolejnych wyborach w 2017, 2021 i 2025 roku.